# Sección de Aviación de Ejército 9
La Sección de Aviación de Ejército 9 «Águilas Patagónicas» (Sec Av Ej 9) es una unidad de aviación del Ejército Argentino (EA). Es parte de la IX Brigada Mecanizada, 3.ª División de Ejército. Su base está en la Guarnición de Ejército «Comodoro Rivadavia», provincia del Chubut. Se creó el 13 de diciembre de 1985. Opera sus helicópteros Bell UH-1H Iroquois desde el Aeropuerto Internacional General Enrique Mosconi.